# Antimon pentachloride
Antimon pentachloride là một hợp chất vô cơ có thành phần chính gồm hai nguyên tố là antimon và clo, với công thức hóa học được quy định là SbCl5. Hợp chất này tồn tại dưới dạng một loại dầu không màu, nhưng các mẫu điển hình thường có màu vàng nhạt do bị lẫn tạp chất. Nhờ khuynh hướng thủy phân để tạo thành axit clohydric, SbCl5 là một chất ăn mòn cao và cacbon hóa những loại nhựa không có thành phần bao gồm flo.

## Các ứng dụng
Antimon pentachloride được sử dụng như một chất xúc tác trùng hợp và cho việc clo hóa các hợp chất hữu cơ.

## Thận trọng
Antimon pentachloride là một chất ăn mòn cao nên được cất giữ sao cho cách nhiệt và độ ẩm. Nó cũng là một chất clo hóa, và với sự có mặt của hơi nước, nó giải phóng ra khí hydro chloride. Bởi vì điều này, nó có thể khắc axit, ăn mòn ngay cả những dụng cụ bằng thép không rỉ (như kim), nếu được xử lý trong một không khí ẩm ướt. Không được xử lý bằng chất dẻo không chứa flo (ví dụ như ống tiêm nhựa, nhựa dẻo, hoặc kim với phụ kiện nhựa), vì nó làm chảy và cacbon hóa các chất dẻo.